# 河原定勝
河原 定勝（かわはら さだかつ）は、日本の戦国時代、安土桃山時代の武将で、豊臣秀吉に仕えて馬廻を務めた後に竹奉行となった。通称は長右衛門。主に名護屋城本丸や御土居建設を始めとする､土木工事を中心に手腕をふるった。

## 生涯
豊臣秀吉の馬廻であったといい、四女の玉は豊臣秀次の側室であったという。後に竹藪検地の実行に伴い竹奉行となった。
同14年（1586年）12月9日、定勝ら奉行一行は吉田神社神主・吉田兼見の元を訪れた。つい先日竹藪検地があったために驚いた兼見は「厳重之御朱印」を定勝らに見せて免除を求めたが、そこにやってきた細川幽斎が奉行と昵懇であったために事は収まったという。
同19年（1591年）、名護屋城建築の際は本丸の建設を担った。
慶長3年（1598年）3月15日、醍醐の花見の際は加賀殿の随従を果たす。
翌慶長4年（1599年）3月13日、死去する。子の源之充が京都越畑に移り住んだため、墓所は京都府京都市右京区嵯峨越畑の阿弥陀寺にある。
地黄城の「印南積」は、地黄城下を二度攻めた河原長右衛門が能勢頼次に死罰を命じられたところ、長右衛門に恩義ある丹波国印内村(現丹波町院内）の者が助命嘆願を願い出て赦され、印内村はその報恩に報いるべく地黄城の北手石垣を積んだものであると伝わる。

## 系譜
- 生母不明の子女
  - 男子：河原源之充
  - 四女：玉（豊臣秀次側室と伝わる[2]）